# Tasiluk
Tasiluk è un villaggio della Groenlandia di 5 abitanti (gennaio 2005). Si trova a 60°48'N 45°33'O; appartiene al comune di Kujalleq.